# Tabanovac
Tabanovac (en serbe cyrillique : Табановац) est un village de Serbie situé dans la municipalité de Petrovac na Mlavi, dans le district de Braničevo. Au recensement de 2011, il comptait 961 habitants.

## Démographie

### Évolution historique de la population
| 1948  | 1953  | 1961  | 1971  | 1981  | 1991  | 2002 | 2011 |
| ----- | ----- | ----- | ----- | ----- | ----- | ---- | ---- |
| 1 257 | 1 405 | 1 413 | 1 405 | 1 403 | 1 323 | 955  | 961  |

|  |